# Świnna (gromada)
Świnna – dawna gromada, czyli najmniejsza jednostka podziału terytorialnego Polskiej Rzeczypospolitej Ludowej w latach 1954–1972.
Gromady, z gromadzkimi radami narodowymi (GRN) jako organami władzy najniższego stopnia na wsi, funkcjonowały od reformy reorganizującej administrację wiejską przeprowadzonej jesienią 1954 do momentu ich zniesienia z dniem 1 stycznia 1973, tym samym wypierając organizację gminną w latach 1954–1972.
Gromadę Świnna z siedzibą GRN w Pewli Małej utworzono – jako jedną z 8759 gromad na obszarze Polski – w powiecie żywieckim w woj. krakowskim, na mocy uchwały nr 32/IV/54 WRN w Krakowie z dnia 6 października 1954. W skład jednostki weszły obszary dotychczasowych gromad Świnna i Przyłęków ze zniesionej gminy Sporysz w tymże powiecie. Dla gromady ustalono 18 członków gromadzkiej rady narodowej.
30 czerwca 1960 do gromady Świnna przyłączono obszar zniesionej gromady Trzebinia.
Gromada przetrwała do końca 1972 roku, czyli do kolejnej reformy gminnej. 1 stycznia 1973 utworzono gminę Świnna.